# Günter Rhomberg

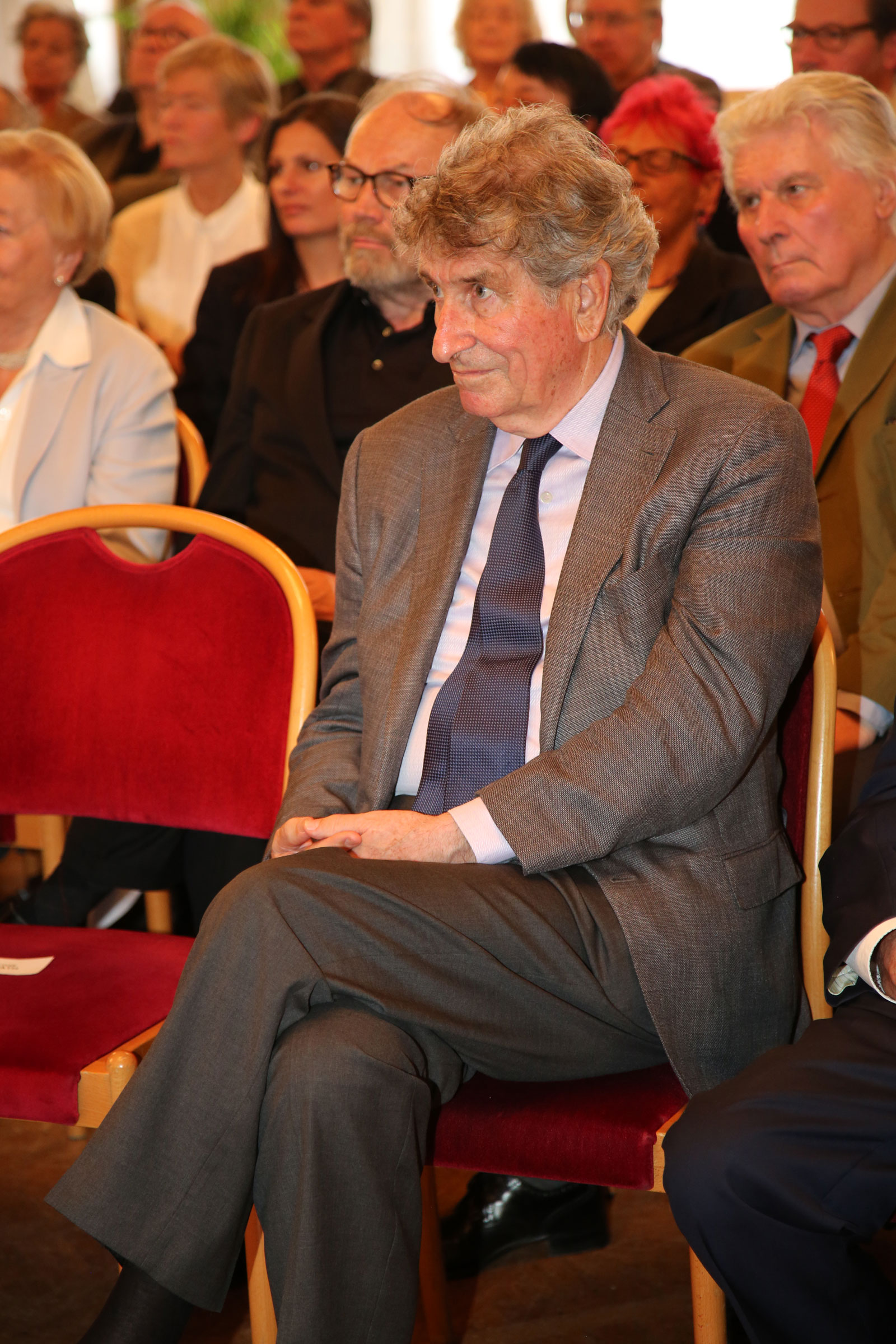
Günter Rhomberg (2015)

Günter Rhomberg (* 10. Juni 1938 in Bregenz) ist ein österreichischer Manager und Kulturfunktionär. Von 1981 bis 2012 war er Präsident der Bregenzer Festspiele. Seit 2005 ist er Vorstand der Theater in der Josefstadt-Privatstiftung. Im Juli 2014 wurde Rhomberg zum neuen Geschäftsführer der Bundestheater-Holding bestellt, nachdem sein Vorgänger Georg Springer im Zuge des Finanzskandals am Burgtheater zurücktrat.

## Biografie
Günter Rhombergs Vater war der Baumeister Walter Rhomberg (1911–1992) und 1938 Neubegründer der gegenwärtigen Rhomberg Gruppe. Rhomberg besuchte Schulen in Dornbirn und Innsbruck, absolvierte ein Studium des Bauingenieurwesens an der TU Graz und graduierte 1963 als Diplom-Ingenieur. Auch betrieb er wirtschaftswissenschaftliche Studien und war bis 1968 in verschiedenen Positionen international tätig. 1968 trat er als Verkaufsdirektor in die Textil-Unternehmensgruppe Huber Tricot ein und wurde 1976 zum Geschäftsführer bestellt. Zwischen 1980 und 2000 war er Vorsitzender der Geschäftsführung der gesamten Huber-Gruppe. Im Zusammenhang mit seiner Tätigkeit in der Unternehmensführung amtierte Rhomberg auch als Vorsitzender der Sektion Industrie in der Wirtschaftskammer Vorarlberg.
1981 trat Günter Rhomberg in die Fußstapfen seines Vaters Walter Rhomberg – der bereits von 1963 bis 1968 den Bregenzer Festspielen vorstand – und übernahm die Leitung der Bregenzer Festspiele und war wesentlich daran beteiligt, die Festspiele von einem regionalen zu einem gesamteuropäisch namhaften Festival zu machen. Als entscheidend wurde in diesem Zusammenhang seine Bestellung von Alfred Wopmann zum Intendanten 1983 betrachtet und die Weiterführung von dessen innovativem Kurs durch David Pountney, den ebenfalls Rhomberg auswählte. Auch wirtschaftlich waren die Bregenzer Festspiele unter Rhombergs Leitung ein erfolgreiches Projekt. Zudem wurde eine Probebühne errichtet, die Zuschauerkapazität auf 7.000 erweitert und das gesamte Haus um 38,5 Mio. Euro generalsaniert.
Als Mitglied des Stiftungsvorstandes am Theater in der Josefstadt war Rhomberg ab 2005 maßgeblich an der baulichen und wirtschaftlichen Sanierung des Hauses und an der Bestellung von Herbert Föttinger zum Direktor beteiligt.
Am 9. Juli 2014 gab Kulturminister Josef Ostermayer bekannt, dass Rhomberg ab 1. September dieses Jahres bis Ende 2015 interimistisch die Bundestheater-Holding leiten wird. Der Grund für Rhombergs Bestellung sei dessen langjährige Erfahrung sowohl im Kulturwesen als auch im Bereich der Unternehmensführung und Betriebswirtschaft. Sein Vertrag wurde im Dezember 2015 bis März 2016 verlängert, im April 2016 folgte ihm Christian Kircher als Geschäftsführer der Bundestheater-Holding nach.
Rhomberg ist verheiratet und Vater zweier Kinder.

## Auszeichnungen
- 1990 Toni-Russ-Preis
- 1996 Anton-Bruckner-Ring
- 1995 Ehrenzeichen des Landes Vorarlberg in Gold
- 2002 Österreichisches Ehrenkreuz für Wissenschaft und Kunst
- 2008 Goldenes Ehrenzeichen für Verdienste um das Land Wien
- 2013 Ehrenring der Landeshauptstadt Bregenz
- 2016 Großes Goldenes Ehrenzeichen für Verdienste um die Republik Österreich[8]
- 2022 Verleihung des Berufstitels Professor[9]